# Reggenza di Brebes
La reggenza di Brebes (in indonesiano: Kabupaten Brebes) è una reggenza dell'Indonesia, situata nella provincia di Giava Centrale.